# San-Telmo-Gletscher
Der San-Telmo-Gletscher (spanisch Glaciar San Telmo in Argentinien Glaciar Beruti) ist ein Gletscher an der Orville-Küste des westantarktischen Ellsworthlands. Er mündet südlich der Dodson-Halbinsel in das Filchner-Ronne-Schelfeis.
Chilenische Wissenschaftler benannten ihn nach dem spanischen Schiff San Telmo aus Cádiz, das unter Kapitän Joaquín de Toledo als Teil eines aus vier Schiffen bestehenden Verbands 1819 in der Drakestraße havariert und schließlich seinem Schicksal überlassen worden war. Der Namensgeber der argentinischen Benennung ist nicht überliefert.